# Eryk Kuszczak
Eryk Kuszczak (ur. 1929 w Sanoku, zm. 15 kwietnia 2013 w Gnieźnie) – polski artysta, malarz, projektant, architekt wnętrz i konserwator zabytków. Plastyk miejski Gniezna (1974–1994). Uczeń prof. Wiktora Gosienieckiego (1876–1956). Ojciec prof. Sławomira Kuszczaka (ur. 1966).

## Życiorys
Absolwent Wyższej Szkoły Sztuk Plastycznych w Poznaniu. W 1955 jako projektant zajmował się odbudową Starego Miasta w Poznaniu. Od 1959 pracował jako kierownik działu wzornictwa fabryki obuwia w Chełmku, a od 1970 fabryki obuwia „Polania” w Gnieźnie. Uczestniczył w licznych plenerach malarskich i wystawach związkowych. Uprawiał malarstwo sztalugowe, wzornictwo i architekturę wnętrz. Zajmował się rewaloryzacją wielkopolskich pałaców, kościołów i dworów. W latach 1974–1994 pracował jako plastyk miejski w Urzędzie Miasta Gniezna.
Zorganizował trzy indywidualne wystawy swojego malarstwa w Gnieźnie i Poznaniu (w 1976, w 1991 i w 2006).
W 1994 przeszedł na emeryturę. 22 marca 2013 w Miejskim Ośrodku Kultury w Gnieźnie miał wspólną wystawę razem z synem, prof. Sławomirem Kuszczakiem, na której nie był obecny ze względu na zły stan zdrowia.
Zmarł 15 kwietnia 2013 w Gnieźnie w wieku 84 lat.